# Abū Muhammad al-Hasan al-Hamdānī
Abū Muḥammad al-Ḥasan ibn Aḥmad ibn YaʿQūb al-Hamdānī (~ 893-945) fue un geógrafo, poeta, gramático, historiador y astrónomo árabe. Fue uno de los mejores representantes de la cultura islámica en los últimos años del califato Abbasí.
Apenas se conocen datos de su vida, se sabe que fue un gran gramático, escribió poesía, recopiló información astronómica y estuvo muy interesado en la historia y geografía de Arabia. Murió en prisión en Saná, Yemen en 945.
Su Geografía de la península arábiga (Sifat Jazirat ul-Arab) es uno de los textos más importantes sobre el tema y después de que lo usara A. Sprenger en Post- und Reiserouten des Orients (Leipzig, 1864) y Alte Geographic Arabiens (Berna, 1875) de D. H. Müller (Leiden, 1884; cf. Sprenger's criticism in Zeitschrift der der Usehen morgenlandischen Gesellschaft, vol. 45, pp. 361-394).
Otra gran publicación fue Iklil (Corona), que versaba sobre las genealogías de los himyaritas. Hay varios libros que contienen parte de sus textos como Die Burgen und Schlösser Sudarabiens de Müller (Viena, 1879-1881) o Die grammatischen Schulen der Araber de G Flügel (Leipzig, 1862), pp. 220-221.